# Апрактоагнозия
Апрактоагнозия — синдром, характеризующийся нарушением пространственного восприятия совместно с нарушениями пространственно-организованной деятельности и возникающий при поражении теменно-затылочной области как доминатного (левого у правшей), так и субдоминантного (правого у правшей) полушария головного мозга. Апрактоагнозия является сочетанием двигательных расстройств (апраксии) и зрительно-пространственных нарушений (агнозии).

## Локализация
Восприятие пространства и пространственных отношений основано на анализе и синтезе раздражений, идущих от центральных аппаратов кинестетического, вестибулярного и зрительного анализаторов. Этот синтез осуществляется в задних отделах нижнетеменной области (39-е поле Бродмана). Их поражение ведет к распаду сложных форм зрительно-пространственных синтезов, что в свою очередь нарушает ориентировку в пространстве.

## Проявления
У больных с данным типом нарушения наблюдаются трудности выполнения пространственно-ориентированных движений, которые проявляются и в обычной повседневной жизни. Так, им тяжело найти дорогу в свою больничную палату; при попытке застелить кровать, они кладут покрывало поперек кровати, а не вдоль; им тяжело выполнять бытовые операции, требующие учета пространственных отношений; имеет место также апраксия одевания, когда больной не может попасть рукой в рукав кофты или не понимает, какой стороной надо повернуть брюки и т. д.

## Диагностика
Для диагностики апрактоагнозии используются различные нейропсихологические пробы.
Так, наиболее распространенной являются пробы Хэда. В них больных просят правильно повторить положение рук врача в пространстве. При этом больные совершают такие ошибки, как упрощение позы, зеркальное отражение позы и так далее.
Очень ярко дефект проявляется в пробах на пространственные представления. Такие больные показывают значительные трудности в ориентировке на географической карте, меняют местами стороны света, не способны графически изобразить схему расположения знакомых мест. Они оказываются беспомощными при выполнении, так называемой, пробы «немые часы» — они не способны оценить положение стрелок на часах, где не указаны соответствующие цифры.
Кроме того, для диагностики апрактоагнозии используются пробы с копированием букв и геометрических фигур. Для таких больных оказывается совершенно невозможным правильное графическое изображение элемента на слух или копирование по образцу. Часто возникают зеркальные ошибки.

## Конструктивная апраксия
Схожим с апрактоагнозией нарушением является, так называемая, конструктивная апраксия. Для нее также характерна утрата пространственных представлений. Часто можно наблюдать клинические проявления апрактоагнозии и конструктивной апраксии совместно (напр. Болезнь Альцгеймера).
При конструктивной апраксии происходит распад конструктивных способностей: теряются навыки конструирования, грубо нарушается рисунок, в особенности срисовывание сложных геометрических фигур. Иногда письмо также нарушено.
Основное различие в апрактоагнозии и конструктивной апраксии заключается в том, что, в отличие от больного с апрактоагнозией, больной с конструктивной апраксией способен выполнять действия по речевой инструкции, но для него остается совершенно недоступным создание качественного нового двигательного акта, сложить целое из частей, например составить из спичек определенную фигуру, сложить пирамиду и т. д.
В основе расстройства лежит поражение нижних отделов теменных долей головного мозга.